# 북한의 인구밀도순 시·군 목록
다음은 북한의 인구밀도순 시·군 목록이다.
- 인구수는 2008년 북한의 인구조사를 기준으로 하였다.
- 인구밀도는 해당조사를 바탕으로한 계산결과에 따랐다.
- 막대그래프는 해당지역의 총인구를 바탕으로 하였다.
- 비고란에는 해당지역의 관공서나 지역의 산업단지들을 나타내었다.
- 면적이 불확실한 경우 비슷한 면적일때의 인구밀도 총합/총합을 더한 횟수를 하여 대략 나타내었다.
- 시지역은 빨간색, 군 지역은 노란색으로 나타내었다.

## 평안남도
| 지역 명칭 | 지역인구  | 인구밀도 | 막대그래프 | 비고                       |
| --------- | --------- | -------- | ---------- | -------------------------- |
| 개천시    | 319,554명 | 433명    |            | 제 14호 관리소 소재        |
| 순천시    | 297,317명 | 807.9명  |            | 제조업공장 다수 위치       |
| 평성시    | 284,386명 | 812.5명  |            | 평안남도청 소재 (북한기준) |
| 안주시    | 240,117명 | 668.8명  |            | 청천강 소재                |
| 덕천시    | 237,133명 | 342.9명  |            | 승리자동차련합기업소 소재  |
| 은산군    | 206,407명 | 516명    |            |                            |
| 평원군    | 179,492명 | 397.5명  |            | 화진리 미사일 기지 소재    |
| 숙천군    | 178,509명 | 426.1명  |            |                            |
| 성천군    | 149,809명 | 206.9명  |            |                            |
| 북창군    | 139,498명 | 192.9명  |            | 제 18호 관리소 소재        |
| 대동군    | 129,761명 | 432.5명  |            |                            |
| 증산군    | 113,613명 | 328.1명  |            |                            |
| 회창군    | 89,959명  | 132명    |            |                            |
| 양덕군    | 61,355명  | 79.5명   |            |                            |
| 신양군    | 59,115명  | 80.2명   |            |                            |
| 맹산군    | 48,155명  | 66.6명   |            |                            |
| 대흥군    | 32,915명  | 26.7명   |            |                            |
| 녕원군    | 30,427명  | 25.5명   |            |                            |